# Magacela (kommun)
Magacela är en kommun i Spanien.   Den ligger i provinsen Provincia de Badajoz och regionen Extremadura, i den centrala delen av landet, 240 km sydväst om huvudstaden Madrid. Antalet invånare är 573.